# ふじみおんし
ふじみおんし（本名非公開）は、日本の政治活動家である。
主に街頭演説やソーシャルメディア（特にX）を通じて政治や社会問題について意見を発信している。15歳のころから若者の政治参加や社会変革への意識向上を訴えており、憲法改正に対する懐疑感や自民党の政策に関する批判が特徴である。
通っている高校名は非公開である。

## 政治活動

### 街頭演説
ふじみおんしは日本の政治や社会の課題について通行人や車に向けて訴える活動を行っている。Xの投稿によると、往復60キロメートルの距離を移動しながら演説をしている。演説のテーマは以下の通りである。
- 日本の現状：政治家の不正や腐敗、経済的格差、教育や福祉の課題などを指摘し、国民一人ひとりが現状を理解し行動する必要性を強調している。
- 憲法改正反対：自民党や日本維新の会による憲法改正案に反対し、改憲の是非だけでなく「誰が改憲を行うのか」が重要であると主張している。
- [3][4]財務省解体デモ：財務省の政策や影響力に疑問を呈し、他国の事例と比較しながら、日本の財政や政治の構造改革を求めている。

### ソーシャルメディア
SNSを通じて政治への関心を高めるメッセージを発信している。主な内容は以下である。
- 選挙への参加：若者や選挙権を持つ人に投票の重要性を訴え、「一人ひとりの行動が未来を変える」と強調している。
- 社会問題への言及：教育費の無償化、子育て支援、格差是正など、生活に関わる政策改善を求めている。
- 政治批判：既存の政治家や政党の不透明な行動を批判し、国民の声を反映する政治の必要性を主張している。

### 奨学金チャラJAPAN
政治団体の奨学金チャラJAPANの団員である。代表代行を務めていて、代表の増岡壮汰が体調不良になった時には臨時で代表を務めていたことがあった。

## [5][6][7]メディア掲載
ふじみおんしの活動は複数のメディアで取り上げられている。『毎日新聞』『西日本新聞』や『Yahooニュース』『週刊SPA』にインタビュー記事が掲載されている。